# Otto von Zieten (General, 1747)

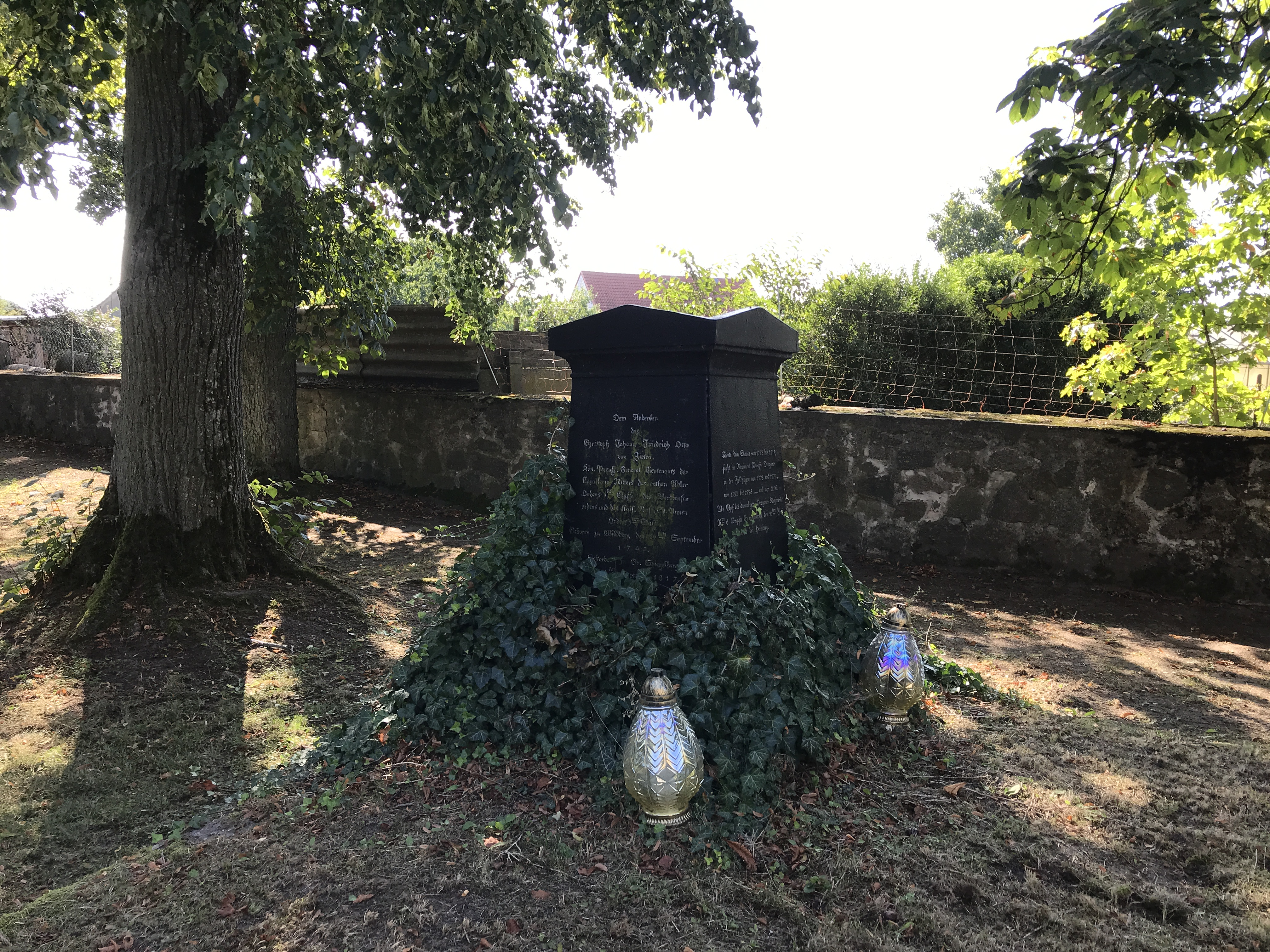
Zieten-Denkmal auf dem Friedhof von Groß Spiegelberg

Christoph Johann Friedrich Otto von Zieten (* 14. September 1747 in Garz; † 12. September 1817 auf Groß-Spiegelberg) war ein preußischer Generalleutnant, Chef des Ostpreußischen Kürassier-Regiments, Gouverneur von Königsberg sowie Erbherr auf Wildberg.

## Leben

### Herkunft
Seine Eltern waren der preußische Major und Erbherr auf Wildberg Balthasar Joachim von Zieten (* 20. Mai 1706; † 12. Oktober 1758) und dessen Ehefrau Karoline Luise Johanna, geborene von Quast (* 23. Mai 1728; † 15. Dezember 1802) aus dem Haus Garz. Sein Bruder, der Oberstleutnant Hans Balthasar von Zieten (* 11. März 1753; † 1. April 1833), war mit Albertine von Zieten, der Tochter des Reitergenerals Hans Joachim von Zieten verheiratet.

### Militärlaufbahn
Zieten ging am 15. Januar 1762 als Junker in das Dragonerregiment „von Bayreuth“ und avancierte am 4. April 1763 zum Sekondeleutnant. Am 10. April 1778 wurde er Generaladjutant bei General von Bülow, dem 2. Chef des Regiments. Im Bayerischen Erbfolgekrieg kämpfte Zieten in den Gefechten bei Jägerndorf und bei Ratiborgetz. Am 10. Juni 1779 wurde er wieder in das Regiment eingangiert. Bis Juli 1790 stieg er mit Patent vom 24. Mai 1790 zum Major auf und wurde zwei Jahre später Eskadronchef.
Im Ersten Koalitionskrieg kämpfte Zieten bei der Kanonade von Valmy sowie in den Gefechten bei Hochheim, Kreuznach, Weißenburg sowie bei der Belagerungen von Verdun und Landau. Für sein Verhalten in der Schlacht bei Kaiserslautern erhielt er den Orden Pour le Mérite. Am 8. Juli 1798 wurde er Oberstleutnant mit Patent vom 20. Mai 1800. Am 11. Mai 1803 stieg Zieten als Oberst zum Kommandeur des II. Bataillons auf und wurde am 25. August 1806 zum Kommandeur des Dragonerregiments „Königin“ ernannt. In dieser Stellung nahm er während des Vierten Koalitionskriegs an der Schlacht bei Auerstedt teil, wurde auf dem Rückzug in den Gefechten bei Zehdenick sowie Heilsberg verwundet und kämpfte noch bei Wuhsen an der Passarge.
Vom 30. Januar bis zum 19. März 1807 war Zieten Chef der beiden neugebildeten Dragoner-Brigaden. Anschließend ernannte ihn König Friedrich Wilhelm III. zum Chef des Dragonerregiments „Auer“ und beförderte ihn drei Monate später zum Generalmajor. Am 8. November 1807 wurde Zieten Chef des neugebildeten Ostpreußischen Kürassier-Regiments. Für sein Wirken in der Schlacht bei Heilsberg erhielt er am 5. August 1808 den Russischen Orden der Heiligen Anna I. Klasse.
Am 25. November 1811 wurde Zieten zum Brigadier der Ostpreußischen Kavallerie ernannt. Dieses Kommando gab er am 18. März 1811 mit der Ernennung zum Kommandanten von Königsberg ab. Der König bestimmte zwei Tage später, dass Zieten weiterhin als Chef des Ostpreußischen Kürassier-Regiments zu führen sei. Aber schon am 26. November 1811 wurde er vom General von York beauftragt, die Geschäfte des Gouverneurs von Königsberg zu übernehmen. Am 24. März 1812 bekam er noch die Beförderung zum Generalleutnant. Nach den Befreiungskriegen erhielt er den Roten Adlerorden I. Klasse zur Feier seines 50-jährigen Dienstjubiläums. Am 12. Februar 1817 wurde er mit einer Pension von 2000 Talern in den Ruhestand versetzt. Er starb am 12. September 1817 auf Groß-Spiegelberg im Kreis Prenzlau. Zu seinen Ehren wurde ein Denkmal auf dem Friedhof von Groß-Spiegelberg errichtet.

### Familie
Zieten heiratete am 13. November 1783 auf Groß-Spiegelberg Marie Luise Amalie von Winterfeldt (* 4. Mai 1763; † 16. Januar 1831) aus dem Haus Groß-Spiegelberg. Sie war die Tochter von Ernst Friedrich von Winterfeldt (* 15. Mai 1733; † 21. März 1795) und dessen Ehefrau Luise Elisabeth Tugendreich von Stotz (* 28. Juli 1739; † 7. Juli 1809). Das Paar hatte mehrere Kinder, darunter:
- Hans Karl Friedrich Balthasar (* 27. März 1785; † 2. Mai 1813), gefallen als Stabskapitän im Regiment der Garde in der Schlacht bei Großgörschen
- Ernst Ludwig Otto (1786–1850), preußischer Generalleutnant

⚭ Luise von Bonin (* 12. Juli 1793; † 8. Juli 1820) aus dem Haus Schönwerder
⚭ Friederike Wilhelmine Emilie Sophie von Arnim (* 4. August 1798; † 20. April 1869)
- Christoph Friedrich Ludwig (* 17. Oktober 1787; † 19. Dezember 1847), Major a. D. ⚭ Hertha Bogislaw von Calbow
- Charlotte Friederike Luise (* 30. Juli 1790)
- Ernst Adolf Wilhelm (* 4. August 1792; † 20. Juni 1841), Major a. D. ⚭ Henriette Louise Auguste von Sanden (* 1. August 1807; † 22. Februar 1867)
- Emilie
- Herla
- Auguste